# Polly Walker
Polly Walker, född 19 maj 1966 i Warrington, Cheshire, England, är en brittisk skådespelare. Walker slog igenom i Phillip Noyces Patrioter (1992). 
Åren 2005–2007 spelade Polly Walker rollen som Atia i den kritikerrosade brittisk-amerikanska (BBC och HBO) samproduktionen Rome.

## Filmografi i urval
- 1990 – Agatha Christie's Poirot (TV-serie)
- 1990 – Lorna Doone
- 1990  – Pappa Stalins farväl
- 1992 – En förtrollad april
- 1992 – Patrioter
- 1993 – Processen
- 1993 – Sliver
- 1995 – Kungen & älskarinnan
- 1996 – Emma
- 1997 – Robinson Crusoe
- 1997 – Roseanna's Grave
- 1998 – Förbjuden kärlek
- 1999 – 8½ kvinnor
- 1999 – N.Y. Ghosts
- 2002 – D-Tox
- 2003 – The Mayor of Casterbridge (TV-serie)
- 2005–2007 – Rome (TV-serie) (TV-serie)
- 2007 – Agatha Christie's Marple (TV-serie)
- 2010 – Clash of the Titans
- 2012 – The Mentalist (TV-serie)
- 2012 – John Carter
- 2014 – Mr Selfridge (TV-serie)